# Raión de Bataisk
El raión de Bataisk (del ruso: Батайский район) fue una división administrativa del krai del Sudeste, el krai del Cáucaso Norte, el krai de Azov-Mar Negro y el óblast de Rostov de la República Socialista Federativa Soviética de Rusia de la Unión de Repúblicas Socialistas Soviéticas entre los años 1924 y 1938. Su centro administrativo era el asentamiento de trabajo Bataiski.

## Historia
El raión de Bataisk fue creado en 1924 como parte del ókrug del Don. El 30 de julio de 1930 el ókrug del Don, así como la mayoría de ókrugs de la URSS fueron abolidos, por lo que el raión pasó a depender directamente del krai del Cáucaso Norte. El 13 de septiembre de 1937 el raión pasó a formar parte del óblast de Rostov. A finales de 1938, coincidiendo con el cambio de estatus del asentamiento de trabajo Bataiski a la ciudad de subordinación regional directa de Bataisk, el raión fue disuelto y su territorio dividido entre la nueva entidad urbana y los raiones de Azov y Samárskoye.